# Irene Dyhrenfurth
Irene Dyhrenfurth (* 17. April 1898 in Belgard, Provinz Pommern; † nach 1966) war eine deutsche Bibliothekarin und Literaturwissenschaftlerin.

## Leben
Sie absolvierte eine Ausbildung als Bibliothekarin. Nach der Eheschließung 1920 mit Paul Graebsch zog sie nach Breslau und arbeitete seit 1929 an den dortigen Volksbüchereien, insbesondere an der Einrichtung von Jugendbüchereien und Kinderlesestuben. An den beliebten Nesthäkchen-Büchern der Jüdin Else Ury übte sie harsche Kritik, und zwar u. a. aus rassistischen Gründen, wie aus der heutigen Sekundärliteratur zu Else Ury hervorgeht. Nach der Flucht aus Breslau und dem Tod ihres ersten Mannes war sie von 1945 bis 1948 in den Hamburger Bücherhallen beschäftigt. 1948 heiratete sie Günter Oskar Dyhrenfurth. Auch als Irene Dyhrenfurth-Graebsch fuhr sie fort, „alle Urteile über Else Ury weiter zu transportieren, nur eben den verdächtigen Satz von den rassistischen Gründen wegzulassen.“ Sie lebte in Ringgenberg BE in der Schweiz.

## Schriften (Auswahl)
- Wir lesen. Von Büchern für Jungen und Mädchen. Breslau 1934, OCLC 901912455.
- Geschichte des deutschen Jugendbuches. Mit einem Beitrag über die Entwicklung nach 1945 von Margarete Dierks. Zürich 1967, OCLC 4855293.
- mit Günter Oskar Dyhrenfurth: Gaston Rébuffat: Sterne und Stürme. Die großen Nordwände der Alpen. München 1955, OCLC 179892169.
- mit Günter Oskar Dyhrenfurth: Guido Magnone: Die Westwand der Drus. Wende im Alpinismus?. München 1955, OCLC 604183209.